# 雉子橋

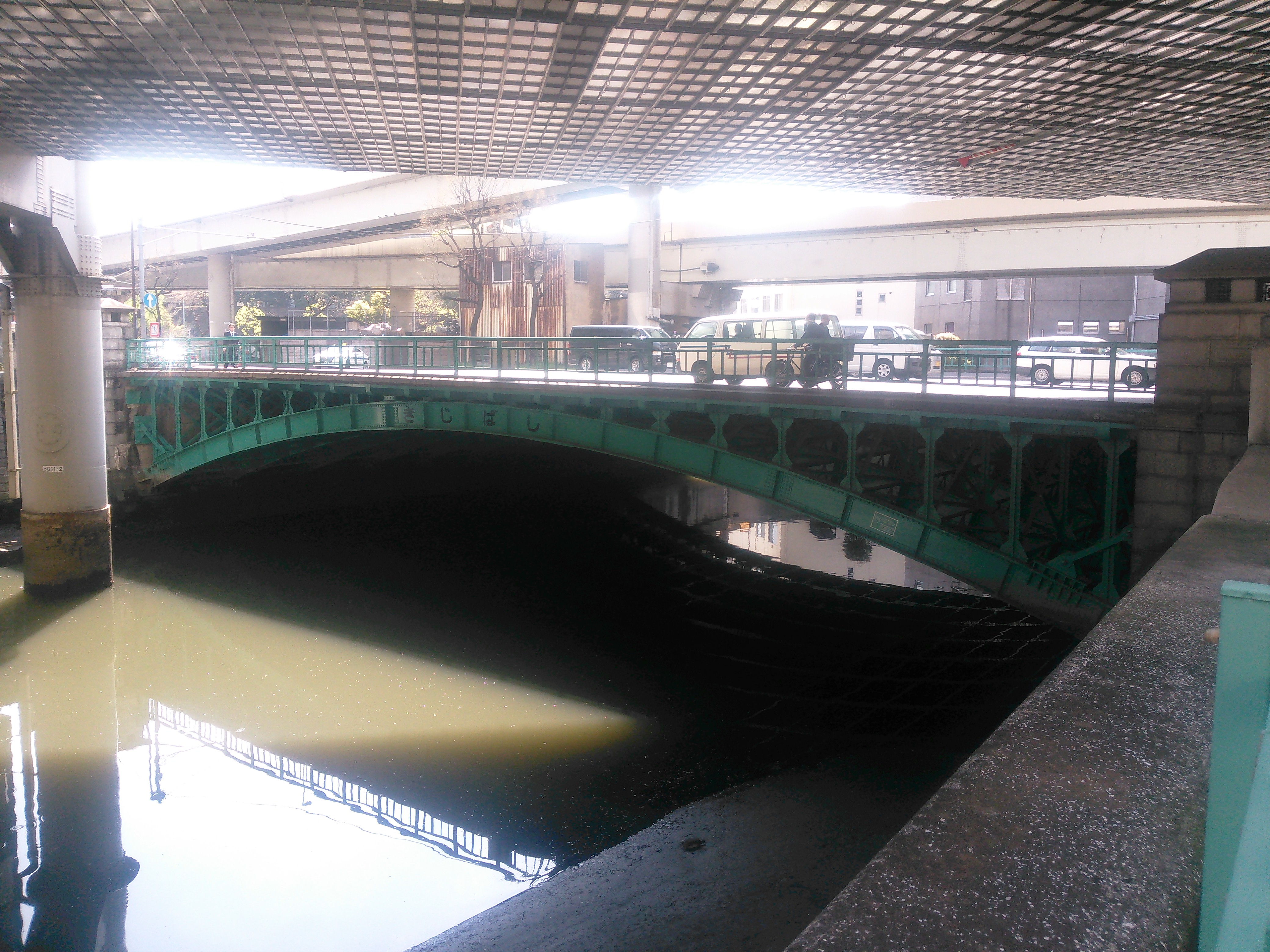
雉子橋

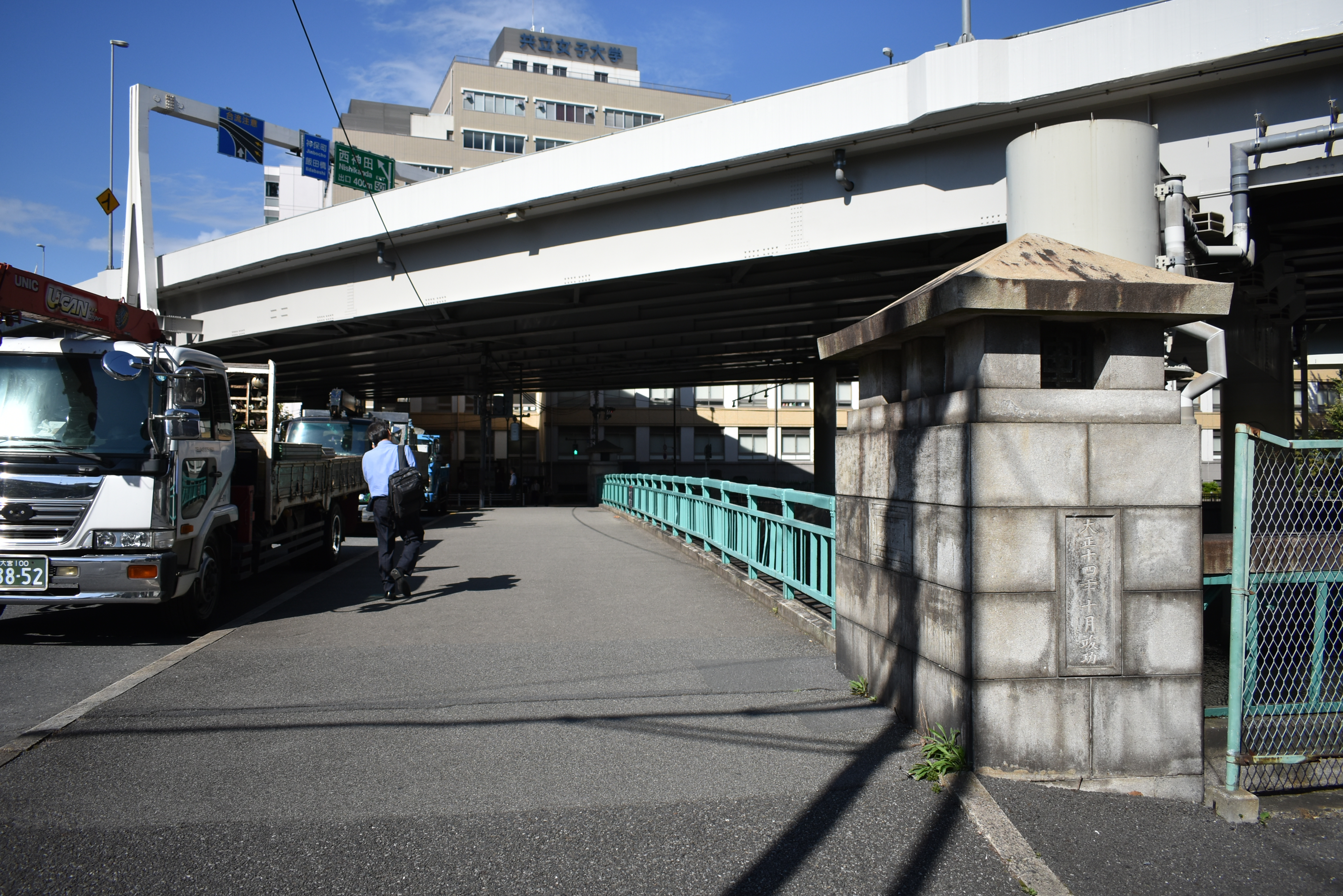
雉子橋（2019年10月9日撮影）

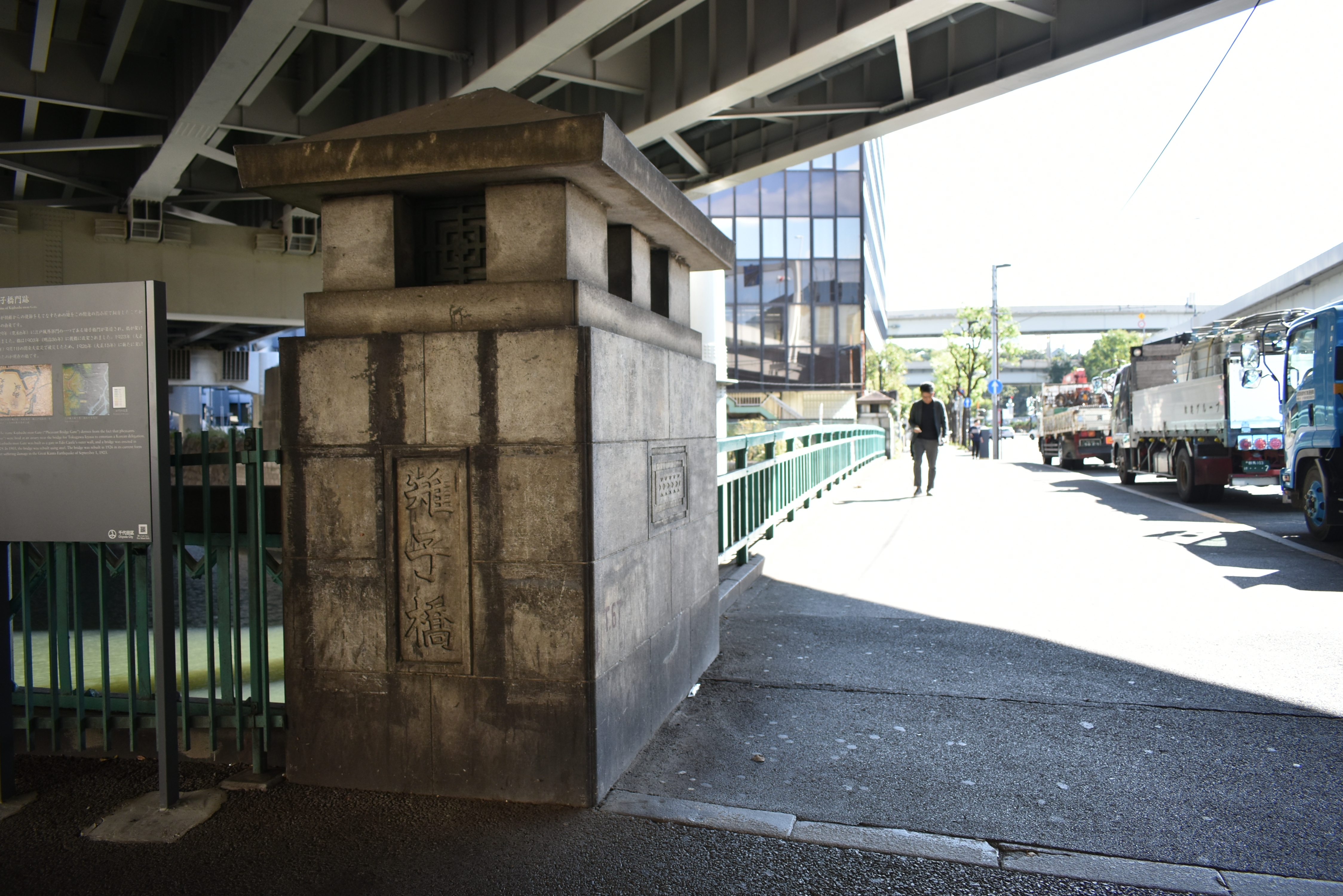
雉子橋（2019年10月9日撮影）

雉子橋（きじばし）は、東京都千代田区にあり、日本橋川に架かる橋。雉子橋通りの一部を成し、九段南一丁目・一ツ橋一丁目の間と一ツ橋二丁目を結ぶ。

## 地理
日本橋川上流の、皇居内堀に最も接近する箇所に架かる。首都高速道路竹橋ジャンクションに覆われている。
北詰には共立女子学園があり、道路を直進すると神田神保町に至る。南に進むと皇居内堀清水濠に出る。道路を挟んで東側が一ツ橋一丁目で、住友商事竹橋ビルやパレスサイドビルなど民間オフィスビルが立地し、地下鉄竹橋駅がある。西側は九段南一丁目で、九段合同庁舎が3棟建ち、東京法務局・千代田区役所などが入居する。

## 歴史
橋名の由来については、三浦浄心『見聞集』「江戸の川橋にいわれ有事」に以下の記述が存在する。
元和年間に門外の住民が東方に代地を与えられ、神田雉子町と称した。江戸城本丸に近いため、1629年（寛永6年）の江戸城修築の際に松平直良の普請で雉子橋門が設置され、厳重な警備が施された。
江戸時代から明治初期には門外に厩舎が設けられていた。野馬方役所があり、1792年（寛政4年）管轄の嶺岡牧産牛乳を用いて白牛酪（バター）の製造が開始されたほか、1793年（寛政5年）には帰国後の大黒屋光太夫・磯吉が一時厩舎に留め置かれている。
1873年（明治6年）櫓門が撤去された。1876年（明治9年）から1884年（明治17年）まで、橋内から清水門前にかけて大隈重信雉子橋邸が存在した。1903年（明治36年）には鉄橋に架け替えられたが、1923年（大正12年）の関東大震災では被害を免れず、1925年（大正14年）11月3日100 m下流に現況の鋼アーチ橋が架け直された。1967年（昭和42年）首都高速5号池袋線が開通し、橋は竹橋ジャンクションに覆われることとなった。雉子橋は2007年（平成19年）3月28日に千代田区景観まちづくり重要物件に指定された。

## 隣の橋
- 日本橋川

（上流側） - 宝田橋 - 雉子橋 - 一ツ橋 - （下流側）